# Pokabius stenenus
Pokabius stenenus är en mångfotingart som beskrevs av Chamberlin 1938. Pokabius stenenus ingår i släktet Pokabius och familjen stenkrypare. Inga underarter finns listade i Catalogue of Life.